# 황푸구 (상하이시)

황푸 구의 위치

황푸구(한자: 황포구, 중국어: 黄浦区, 병음: Huángpǔ Qū)는 중화인민공화국 상하이시에 위치하는 시할구이다. 넓이는 12km2이고, 인구는 2007년 기준으로 610,000명이다. 2000년 구 황푸 구와 난시 구의 결합으로 현재의 황푸 구가 탄생하게 되었다. 황푸 구는 세계에서 인구 밀도가 가장 높은 지역 중 하나이다.

## 위치
황푸구는 상하이 시 중심에 위치하며, 동쪽 및 남쪽은 황푸강을 멀리 바라보고 푸둥 신구와 서쪽은 징안 구 및 루완 구와 북쪽은 쑤저우허를 멀리해 훙커우 구 및 자베이 구(閘北区)와 접하고 있다.

## 역사

### 난시
난시 구는 '남쪽 도시'라는 뜻으로 역사적으로 상하이의 중심이었다. 황푸강 양안의 성벽으로 둘러싸인 오래된 도시가 여기에 속했다. 상하이 현은 명나라 초에 설립되었다. 도시의 성벽은 왜구를 막기 위해서 만들어졌고, 이 벽이 상하이 시가지를 정의하는 기준이 되었다. 1842년 구 시가지의 북쪽에 영국인 조계가 설립됨에 따라, 그곳은 상하이 공공 조계가 되었다. 조계가 위치한 곳은 '북쪽 도시'로 일컬어졌고, 성벽으로 둘러싸인 구 시가지는 '남쪽 도시'로 불렸다.

### 황푸
오늘날의 황푸는 예전에 주로 상하이 공공 조계가 있던 곳이었다. 19세기 후반과 20세기 초에 이곳은 상하이 상업의 중심지가 되었다. 공공 조계는 1943년부터 다시 중국 정부가 관할하게 되었다. 그 후 상하이 시 정부는 지금까지 황푸 구에 위치해있다.

### 통합
1993년 황푸강 동쪽의 난시의 동부와 푸둥 신구가 합쳐졌다. 2000년 상하이 시 정부는 난시 구를 황푸 구와 합침으로써 구 전체를 폐지했다.

## 행정 구역
10개 가도를 관할한다.

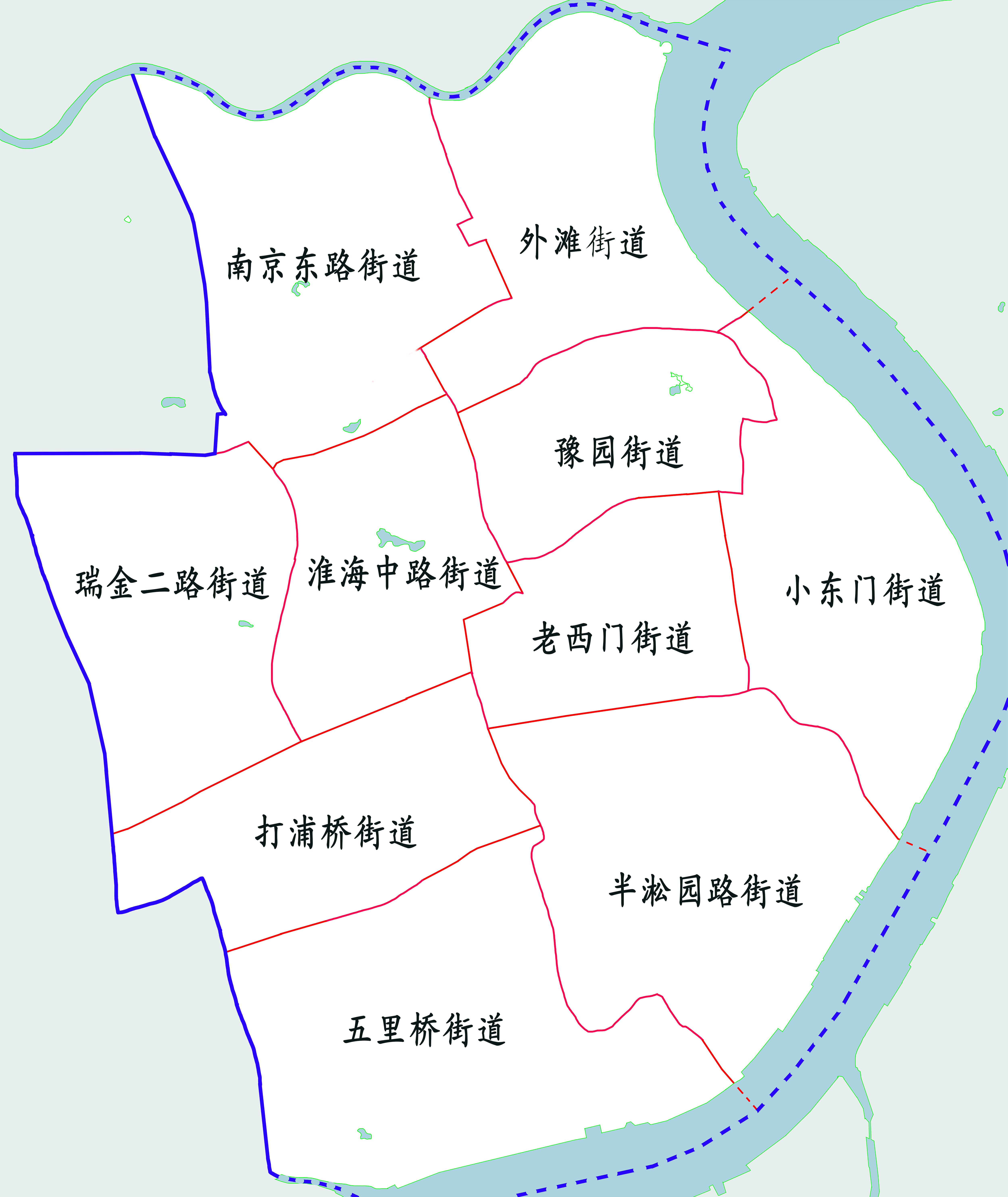
황푸구 행정구역

- 가도: 南京东路、外滩、瑞金二路、淮海中路、豫园、打浦桥、老西门、小东门、五里桥、半淞园路

## 관광
합병 이전의 황푸 구는 상하이의 오랜 상업 중심지였다. 황푸 강변을 따라 상하이의 주요 선착장이 위치해있고 그 뒤에 부두 위로 주요 금융 회사의 사무실과 교역소가 있다. 부두 서쪽에 난징루와 같은 관광객들에게 인기 있는 몇몇 주요 상업가로가 있다. 푸저우 로는 상하이 책 판매의 중심지이다. 상하이 인민 광장 주변으로 상하이 대극원, 상하이 박물관, 상하이 미술관이 있고 상하이 자연 박물관 또한 황푸 구에 있다. 예전의 난시 구였던 곳은 상하이 성황묘, 예원과 같은 수많은 관광지가 있다. 대한민국 임시정부 또한 이곳에 위치해있다.

## 경제
중국선박그룹의 본사가 있다.

## 같이 보기
- 상하이 공공 조계
- 상하이 프랑스 조계